# Cantó de La Chapelle-Saint-Luc
El cantó de La Chapelle-Saint-Luc és un antic cantó francès del departament de l'Aube, situat al districte de Troyes. Té 2 municipis i el cap és La Chapelle-Saint-Luc. Va existir de 1985 a 2015.

## Municipis
- La Chapelle-Saint-Luc
- Les Noës-près-Troyes

## Història
| Data d'elecció | Identitat               | Partit | Qualitat |
| -------------- | ----------------------- | ------ | -------- |
| 1985-1998      | Roger Dujeancourt       | UDF    |          |
| 1998-2015      | Marie-Françoise Pautras | PCF    |          |

## Demografia
| A partir de 1990: Població sense dobles comptes |